# Brewster (Massachusetts)
Brewster es un pueblo ubicado en el condado de Barnstable en el estado estadounidense de Massachusetts. En el Censo de 2010 tenía una población de 9.820 habitantes y una densidad poblacional de 149,01 personas por km².

## Geografía
Brewster se encuentra ubicado en las coordenadas 41°44′49″N 70°4′8″O / 41.74694, -70.06889. Según la Oficina del Censo de los Estados Unidos, Brewster tiene una superficie total de 65.9 km², de la cual 59.27 km² corresponden a tierra firme y (10.07%) 6.63 km² es agua.

## Demografía
Según el censo de 2010, había 9.820 personas residiendo en Brewster. La densidad de población era de 149,01 hab./km². De los 9.820 habitantes, Brewster estaba compuesto por el 96.7% blancos, el 0.72% eran afroamericanos, el 0.15% eran amerindios, el 0.9% eran asiáticos, el 0.02% eran isleños del Pacífico, el 0.51% eran de otras razas y el 1% pertenecían a dos o más razas. Del total de la población el 1.69% eran hispanos o latinos de cualquier raza.